# Ярослав Волф
Ярослав Волф  (чеськ. Jaroslav Volf, 29 вересня 1979) — чеський веслувальник, олімпійський медаліст.

## Виступи на Олімпіадах
| Олімпіада   | Дисципліна           | Місце |
| ----------- | -------------------- | ----- |
| Сідней 2000 | каное-двійка, слалом | 5     |
| Афіни 2004  | каное-двійка, слалом | 3     |
| Пекін 2008  | каное-двійка, слалом | 2     |